# Walentin Gusiew
Walentin Nikitowicz Gusiew, ros. Валентин Никитович Гусев (ur. 24 stycznia 1937 we wsi Wiałki, w obwodzie moskiewskim, Rosyjska FSRR, zm. 12 kwietnia 2013 w Petersburgu) – rosyjski piłkarz, grający na pozycji napastnika, trener piłkarski.

## Kariera piłkarska

### Kariera klubowa
Wychowanek szkół piłkarskich Leningradu. Grał w drużynach juniorskich: "Samolot", "Bolszewik", "Iskra". W 1954 bronił barw reprezentacji Technikum Naftowego (Budowy Maszyn), w którym uczył się. Studiował w Ługańskim Instytucie Budowy Maszyn (1959). Jest absolwentem Lwowskiego Instytutu Wychowania Fizycznego GOLIFK im. P.F. Lesgafta (1964-1970).
W 1955 rozpoczął karierę piłkarską w amatorskim zespole Szachtar Lisiczańsk, który zmagał się w mistrzostwach obwodu lugańskiego. W 1957 i 1958 występował w drugoligowym klubie Buriewiestnik Leningrad, który potem zmienił nazwę na LTI Leningrad. W 1959 najpierw bronił barw Chimik Siewierodonieck, a potem Trudowych Rezerw Woroszyłowgrad. W 1961 został zaproszony do wyższoligowego Admirałtiejca Leningrad, ale po rozformowaniu klubu w następnym roku przeniósł się do Zenitu Leningrad. W czerwcu 1963 zasilił skład Mołdowa Kiszyniów. W 1964 został zaproszony do Karpat Lwów. W 1966 powrócił do Zienitu Leningrad. W 1968 zakończył karierę piłkarską w pierwszoligowym Silbudzie Połtawa. Po zakończeniu kariery jeszcze grał dwa lata w amatorskich zespołach Leninagoriec Astrachań i Torpiedo Leningrad.

## Kariera trenerska
Jeszcze będąc piłkarzem rozpoczął pracę trenerską. Na początku trenował Leninagoriec Astrachań (4.02.1969-15.06.1970) oraz zespół leningradzkiego zakładu Zwiezda im.Woroszyłowa Leningrad (3.05.1970-30.10.1973). Potem prowadził Bolszewik Leningrad (11.11.1973-31.12.1975) i FK Buxoro (1.02 1980-31.11 1980). Również szkolił młode talenty w szkołach SDJuSzOR Zienit Leningrad (4.01.1976-16.02.1980), SDJuSzOR Smiena Leningrad (20.12.1980-15.10.1982), DJuSSz Spartak Leningrad (1.02.1984-1.06.1984) oraz DJuSSz Trud Leningrad (1.06.1984-12.1985-06.1987). W ostatnich latach swojej kariery zawodowej pracował w Szkole Sportowej SDJuSzOR Kirowiec Petersburg. 12 kwietnia 2013 po ciężkiej chorobie zmarł w Petersburgu.

## Sukcesy i odznaczenia

### Odznaczenia
- tytuł Mistrza Sportu ZSRR: 1962